# Amphiprion maohiensis
Amphiprion maohiensis ist ein Riffbarsch aus der Gattung der Anemonenfische, der in den Korallenriffen Französisch-Polynesiens vorkommt. Er wurde erst 2025 beschrieben und vom sehr ähnlichen, weiter westlich vorkommenden Orangeflossen-Anemonenfisch (Amphiprion chrysopterus) aufgrund genetischer und morphologischer Daten als eigenständige Art abgetrennt.

## Merkmale
Der Körper von Amphiprion maohiensis ist hellorange bis dunkelgelb gefärbt. Auffällig sind zwei weißliche bis hellblaue, senkrechte Streifen, von denen sich der erste direkt hinter den Augen vor dem Ansatz der Rückenflosse und der Brustflossen befindet, während der zweite auf der Mitte des Rumpfes liegt. Die Iris ist dunkel. Die Schwanzflosse und der Schwanzstiel sind bei Amphiprion maohiensis stets orange gefärbt, während es beim Orangeflossen-Anemonenfisch sowohl Populationen mit einer orangefarbenen Schwanzflosse, als auch solche mit einer weißen Schwanzflosse gibt. Die Rückenflosse hat bei A. maohiensis eine Länge von mehr als 58 % der Standardlänge. Beim Orangeflossen-Anemonenfisch ist sie weniger als 56 % der Standardlänge lang.
- Flossenformel: Dorsale X–XI/17; Anale II/14–15
- Schuppenformel: SL 35–40

Amphiprion maohiensis lebt in Symbiose mit der Prachtanemone (Radianthus magnifica), die in Französisch-Polynesien die häufigste Symbioseanemone ist. Möglicherweise nutzt der Anemonenfisch jedoch auch andere in seinem Verbreitungsgebiet vorkommende Symbioseanemonen.